# Port lotniczy Sabietta
Port lotniczy Sabietta (ros. Международный аэропорт Сабетта, IATA: SBT, ICAO: USDA) – międzynarodowe lotnisko w Rosji na półwyspie Jamał. Administracyjnie znajduje się w Jamalsko-Nienieckim Okręgu Autonomicznym. Jest jednym z najbardziej wysuniętych na północ międzynarodowych lotnisk na świecie. Posiada bezpośrednie połączenia z Moskwą, Nowym Urengojem i Samarą.
Lotnisko posiada jeden pas startowy o długości 2704 m i szerokości 46 m oraz hangary i terminal pasażerski ze strefą międzynarodową. Operatorem jest Sabetta International Airport LLC.
Port lotniczy został wybudowany na potrzeby obsługi projektu Yamal LNG, w którym większościowym akcjonariuszem jest spółka Novatek. Celem projektu jest wydobycie gazu ziemnego i jego kondensatów z bogatych złóż pola Jużno-Tambejskoje. Na potrzeby wydobycia wybudowano miasto oraz port Sabietta. Lotnisko obsługuje głównie ruch pasażerski dla robotników oraz pracowników. Zostało zbudowane, mimo istnienia innego lotniska w okolicy – należącego do Gazpromavia Bowanenkowa – znajdującego się w odległości 170 km od Sabietty, również na Półwyspie Jamalskim.
Otwarcie lotniska miało miejsce 4 grudnia 2014, kiedy wylądował na nim pierwszy Boeing 737 linii UTair. Od października 2015 jest lotniskiem międzynarodowym. Od marca 2015 UTair prowadzi regularne loty pomiędzy Sabiettą a Moskwą-Wnukowo (raz w tygodniu). W marcu 2017 na lotnisku wylądował jeden z największych samolotów transportowych na świecie: An-124 Rusłan.
Paliwo lotnicze do portu lotniczego Sabietta jest dostarczane z portu Sabietta, dokąd przybywa Północną Drogą Morską.

## Linie lotnicze i połączenia
| Linia Lotnicza | Kierunek              |
| -------------- | --------------------- |
| Red Wings      | 1. Moskwa-Domodiedowo |
| UTair Aviation | 1. Moskwa-Wnukowo     |